# 弗伦德·理查德森
弗伦德·威廉·理查德森（英語：Friend William Richardson，1865年12月1日—1943年9月6日），本名威廉·理查德森，美国报纸出版商、政治家。理查德森曾先后属于美国进步党和共和党，1915年至1923年担任加利福尼亚州财政部长，1923年至1927年担任第25任加利福尼亚州州长。理查德森在职期间对前任历届政府的政策进行了巨大的调整，撤销了多项进步主义改革及前任州长海勒姆·约翰逊和威廉·斯蒂芬斯推动建立的州政府机构。

## 生平
威廉·理查德森出生于1865年12月1日，其出生地弗伦德聚居地是密歇根州安娜堡附近的一个贵格会小镇。在其幼年时，威廉·理查德森将其名字加入贵格会的传统问候语“弗伦德”，改为弗伦德·威廉·理查德森。在其青年时期，理查德森先后从事县办事员、法律图书管理员等工作，后移居圣贝纳迪诺，于1891年和奥古斯塔·费尔德结婚，二人生育有三个孩子。五年后，理查德森成为了圣贝纳迪诺时报的拥有者和编辑。
1900年，理查德森移居伯克利，在当年收购了伯克利每日公报，并开始活跃于加州新闻联合会。由于其名字不断出现，理查德森开始得到州政府的关注。1901年，理查德森经过加州州议会和时任州长亨利·盖奇的同意，被任命为州立印刷办公室的主管。因此，理查德森全家移居萨克拉门托。同时，理查德森还继续拥有他在圣贝纳迪诺和伯克利的报纸。
1914年，理查德森正式踏入政界，成为美国进步党提名的加州财政部长。理查德森以66个百分点的优势轻易击败了美国社会党和禁酒党的竞争对手。在美国进步党解体后，理查德森于1918年代表共和党再次赢得了财政部长的竞选，并以78.2个百分点的优势大幅胜出。
在两届成功的财政部长任期之后，理查德森的目光投向了共和党的1922年州长大选提名。在其和时任州长威廉·斯蒂芬斯间的党内初选中，理查德森利用选举人对进步主义政治的疲劳成功击败了威廉·斯蒂芬斯，使得共和党回到了从前较为保守的立场上来。在1922年的换届选举中，理查德森面对的对手是民主党人，洛杉矶县地区检察官托马斯·伍尔瓦恩。理查德森的支持者中包括三K党，这一组织强烈反对伍尔瓦恩的天主教教义，同时也有传言，理查德森是这一组织的成员。最终，理查德森以24个百分点的优势击败了托马斯·伍尔瓦恩。理查德森的竞选经理弗兰克·梅利亚姆在12年后的1934年选举中也成为了加州州长。

## 州长任期
理查德森的州长任期开始于1923年1月9日，承诺不提供非必要的服务来缩减政府开支。尽管他曾属于美国进步党，理查德森在他的就职演说中谴责了美国进步党和进步主义。他认为，在他上任以前，“政治机器”耗费了人民数百万美元，而若政府仍属于人民，则必须将这一机器拆掉。理查德森启动了一个计划来清除不必要的委员会和官员，将重复的职能合并，并认为原有的机制浪费了纳税人的大量税款。在他对行政机构的大幅调整中，理查德森还任命了多名支持企业利益的人员。
理查德森根深蒂固的保守主义政策在1924年的议会选举中导致了强烈的反弹，美国进步党人重新掌握了加州州议会，并用立法堡垒的形式抵制缩小政府规模、增加企业影响的提议。理查德森提议关闭两所州立大学，并认为教育耗费了过多资金，而这一提议被议会否决。相应的，理查德森以口袋否决的方式阻止了议会通过设立专业州律师的法案。
尽管理查德森和议会互相阻碍对方的政治议程，州长在政治领域以外的责任还是得以正常履行。1926年，理查德森以个人身份陪同瑞典王子古斯塔夫六世·阿道夫和王妃夫妇在南加州的部分游览行程。然而就在同年，在政治上愈加束手缚脚的理查德森又面临着下一届州长初选。理查德森过于保守的管理使得党内倾向于进步主义的团体愈加不满并转而支持时任副州长克莱门特·卡尔霍恩·杨。杨在初选中获胜，使理查德森丧失了参加大选的机会。
在被自己的党派击败后，理查德森于1927年1月4日州长任期结束之时离任。他对州政府机构的清理和整合工作为加州财政带来了2千万美元的盈余。

## 离任后生涯
理查德森离任后，回到报纸出版业，并于1931年成为《阿拉米达时间之星》的首席出版商。1930年代，他重新在政坛中活跃起来，尽管只是担任被任命的职位。他曾于1932年至1934年在詹姆斯·罗尔夫领导下担任州建设和贷款专员，后于1934年至1939年间在他从前的竞选经理弗兰克·梅利亚姆领导下担任监督管理银行的行政官员。1939年，理查德森退休。
1943年7月，理查德森心脏病发作，其后一直未能恢复，最终在9月6日死于伯克利的家中。他的骨灰存放于奥克兰的骨灰安置所中。
在其一生中，理查德森曾是共济会、圣殿骑士、扶轮社、同济会等组织的成员。

## 影响
位于洪堡县的理查德森州立公园以其姓氏命名。